# Scolastică

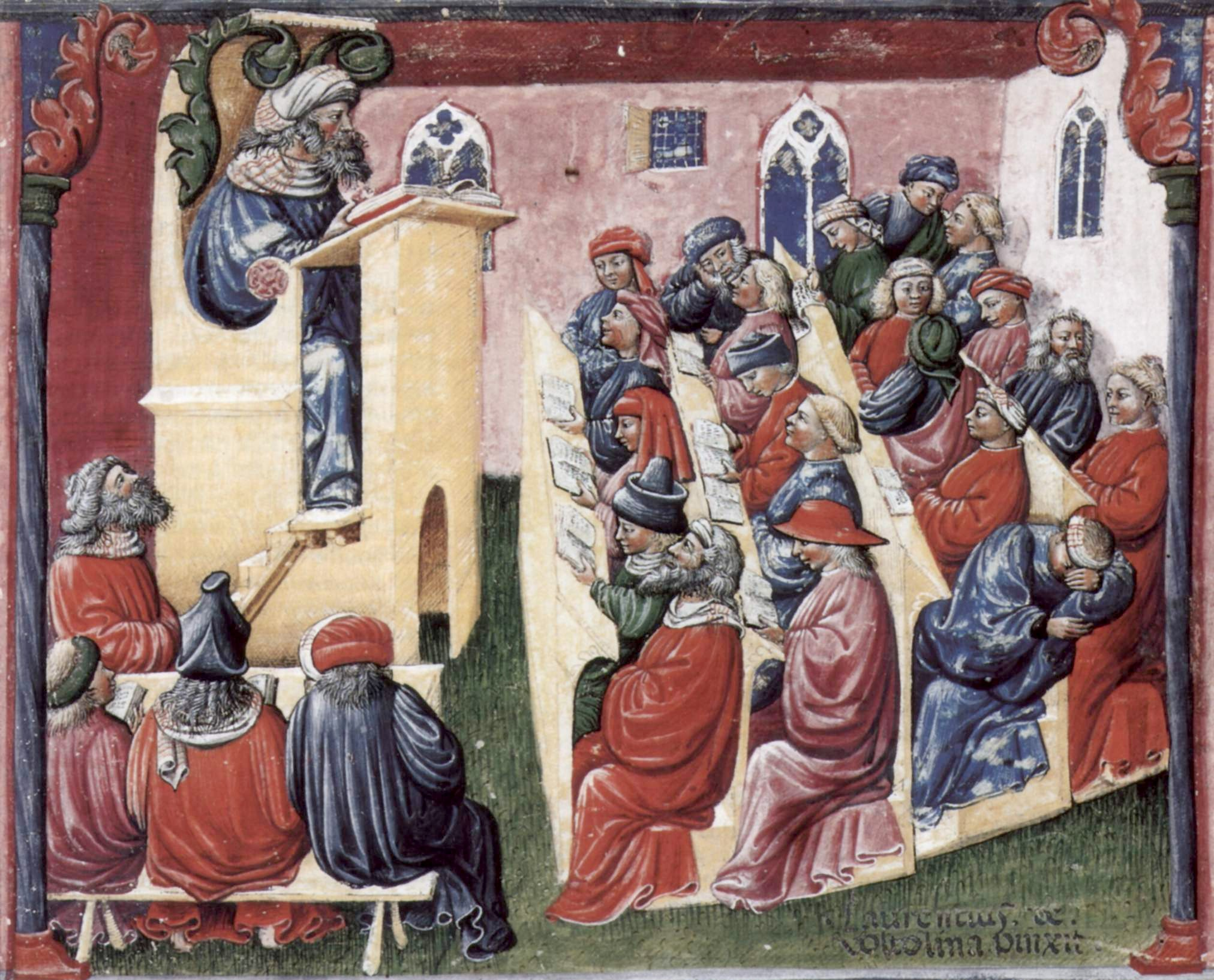
Imaginea unei școli din secolul al XIV-lea în viziunea artistului Laurentius de Voltolina.

Scolastică este o noțiune derivată din latină, schola însemnând școală, care desemnează acea tendință din filosofie și teologie care, începând din perioada târzie a Evului Mediu, a încercat să explice și să facă înțelese fenomenele supranaturale ale revelației creștine cu ajutorul rațiunii umane și, mai ales, al filosofiei lui Aristotel. 
Scolastica a fost un curent filosofic dominant în Evul Mediu în Europa Occidentală creștină care îmbina dogmele religioase cu tradiția mistică și intuitivă a filosofiei patristice, iar mai târziu cu aristotelismul; (prin extensiune) mod de gândire și de activitate  intelectuală formalistă, pedantă, ruptă de viață, de experiență.
Acest curent care, de la mijlocul secolului al XI-lea până în secolul al XV-lea, a fost un element dominant în instituțiile de învățământ religios și în universitățile Europei, avea ca scop principal alcătuirea unui sistem logic, în care să se reunească filosofia greacă și romană cu învățătura creștină. La început erau denumiți scolastici toți învățații din școlile monahale medievale, dar mai târziu termenul s-a limitat la profesorii de filosofie și teologie din universitățile epocii respective.
Interesul principal al scolasticilor nu consta în descoperirea și cercetarea unor fenomene noi, ci doar să explice cunoștințele deja dobândite în antichitate în lumina dogmelor creștine. În aceasta constă diferența esențială între Scolastică și modul modern de gândire din Renaștere. Întrucât în reprezentarea învățaților scolastici Dumnezeu este izvorul adevărului și al oricărei forme de cunoaștere, el nu se poate exprima în moduri diferite și contradictorii. Orice contradicție între rațiune și revelația divină rezultă fie dintr-o folosire falsă a rațiunii, fie dintr-o interpretare greșită a învățăturii creștine. În cazul imposibilității unei trăsături comune, se dă totdeauna prioritate credinței, opinia teologilor fiind determinantă față de cea a filosofilor. Poziția scolasticilor era în contrast evident cu teoria adevărului dublu a filosofului și medicului arab Averroes (1126-1198) din Spania, din aceeași perioadă istorică. Averroes considera că adevărul poate fi descoperit fie pe calea filosofiei, fie prin mijlocirea teologiei islamice, doar că prin filosofie se atinge un nivel superior de cunoaștere și, în caz extrem, poate contrazice învățătura islamului.
În perioada de dezvoltare amplă a scolasticii, filosoful și teologul italian Toma din Aquino realizează în scrierile sale un echilibru între rațiune și credință. Învățatul scoțian John Duns Scotus restrânge tot mai mult domeniul adevărului bazat pe rațiune și susține că numeroase cunoștințe considerate rodul gândirii filosofice, în realitate se bazează exclusiv pe credință. Scolasticii acordau un deosebit respect așa-ziselor autorități filosofice și teologice, în special filosofilor anichității greco-romane și părinților bisericii, și se fereau să adauge ceva nou la vechile învățături. Acest fapt le-a atras mai târziu critica celor care i-au considerat comentatori lipsiți de originalitate ai textelor vechi. Aristotel era socotit drept o autoritate de necontestat, fiind numit Filosoful. Scrierile Sfântului Augustin se bucurau de aceeași prețuire nelimitată în domeniul teologiei, fiind depășite doar de Sfintele Scripturi și de textele oficiale ale conciliilor bisericești.
Metoda preferată a scolasticilor consta în operarea cu vocabularul logic și filosofic al lui Aristotel, atât în predarea învățăturilor, cât și în argumentare și dialog. Discuțiile pe teme teologice se bazau pe Biblie și pe Sententiarum Libri Quator ale lui Petrus Lombardus, care reuneau cugetările și concepțiile vechilor părinți ai bisericii. Cu timpul s-au dezvoltat treptat în practică și lecturile critice, precum și capacitatea unei gândiri libere de constrângeri dogmatice. În centrul discuțiilor se găsea dialogul public. Fiecare profesor al unei universități medievale era obligat să susțină de mai multe ori pe an o discuție pe o anumită temă în fața întregului corp profesoral și a studenților și să răspundă întrebărilor critice privind învățăturile predate. În secolul al XIII-lea aceste dispute au devenit mai flexibile, pentru ca un secol mai târziu să devină un pur exercițiu de retorică, interesând mai puțin conținutul temelor și tot mai mult subtilitățile și nuanțele formale. Acest fapt a adus scolasticii în timpul Renașterii și mai târziu renumele negativ al unei pedanterii formalistice lipsită de conținut.

## Principali reprezentanți ai scolasticii
Cei mai renumiți învățați scolastici ai secolelor al XI-lea și al XII-lea au fost Anselm de Canterbury, teologul și logicianul Pierre Abélard, platonicianul Mihail Psellos, precum și clericul Roscelin de Compiègne, care a întemeiat școala nominalistă. 
Din perioada de aur a scolasticii din secolul al XIII-lea sunt de menționat dominicanii Toma de Aquino și Albertus Magnus, precum și călugărul Roger Bacon, prelatul italian Bonaventura și scoțianul John Duns Scotus, toți aparținând ordinului franciscanilor. Un reprezentant important al nominalismului a fost William Ockham, un fin logician, care a analizat critic întreaga filosofie scolastică.
În Spania, scolastica a avut o perioadă înfloritoare în secolul al XVI-lea cu dominicanul Francisco de Vitoria și iezuitul Francisco Suárez.
În anul 1879, Papa Leon al XIII-lea a încercat să readucă în actualitate tezele scolasticii, în special învățăturile lui Toma din Aquino (Neotomism), dând naștere unui curent ce a fost denumit Neoscolastică, care a avut răsunet în scrierile gânditorilor francezi Jacques Maritain și Étienne Gilson.